# Mörby slottsruin
Mörby slottsruin ligger inom Fasterna socken utanför Rimbo i Norrtälje kommun, Uppland. Ruinen är belägen på en mindre höjd vid sjön Skedvikens västra strand. På sjöns andra sida ligger sedan 1800-talets början Fasterna kyrka.

## Historia
Mörby är känt sedan 1380-talet, då en timrad sätesgård, ägd av Henrik Damerow (tysk adelsman), fanns på platsen. Från 1412 var pommerska släkten Slaweka Mörbys ägare och de lät på 1450-talet uppföra det första stenhuset vars delar nu återfinns i ruinens norra länga. 
Mot slutet av 1400-talet övergick gården genom giftermål till släkten Oxenstierna, som här hade sitt huvudsäte under 250 år. Under 1500-talet ägdes gården av Gabriel Kristiernsson Oxenstierna, som från 1550-talet byggde ut Mörby till ett renässansslott, vilket påstås ha varit det "yppersta av alla uppländska slott under 1500-talet". Gabriel Christiernsson Oxenstierna lät 1569 placera en vapentavla ovanför borgens ingång, men troligen torde ombyggnaden ha fortsatt även efter detta. Till en början hade Mörby planerats att vara en försvarsborg med två försvarstorn, ett porttorn och kraftiga flygelbyggnader i öster och väster med en mur på södra sidan. Under byggnationen kom dock modet att förändras, vilket märks i byggnadsfasens senare delar.
Julen 1584 samlades släkten Oxenstierna i slottet, ett festligt upptåg utspelades med en ringdans där alla deltog, både herrskap och tjänstefolk, vilket gått till historien som Mörbyleken. På 1630-talet byggdes slottet ut. Slottet liksom sjötornet och porttornet höjdes med en våning, och slottet försågs med två hängtorn i sydöstra och nordöstra hörnen. Vid mitten av 1600-talet anlades även ett orangeri i slottsträdgården.
Slottet var som störst kring 1600-talets mitt, men det övergavs i slutet på seklet och fick förfalla. År 1728 inköptes egendomen av Arvid Horn. Denne hade från början avsikt att låta renovera slottet och bosätta sig där, men fann efter en besiktning av Carl Hårleman, att en renovering var alltför kostsam för att löna sig. Han lät då istället flytta det värdefulla koppartaket till det näraliggande Ekebyholms slott.
Slottet totalförstördes av en brand 1740 och spillrorna lämnades helt åt sitt öde. Folket i socknen började nu ta för vana att plocka sten från ruinen till byggnadsmaterial, inte minst till bygget av Fasterna kyrka. Man höll ibland också fester i ruinerna, där det dansades på de grova ekgolv som bitvis låg kvar. Bland folk i trakten kallades detta för att dansa på "tiljorna". Det dansades bland annat till musikstyckena "På tiljorna", "Borglåten" och "Upp på slottet".
Mörbys ägor förenades 1772 med Rånäs slott.
Slottsruinen utgrävdes och de resterande murverken rustades under 1930- och 1940-talen. I samband med detta hittades ett antal föremål i kulturlagren under rasmassorna, bland annat en guldring med diamant och en sporre. Den spöklika ruinen som idag är en fredad bostad för fridlysta fladdermöss ligger inom ett privat område och får endast besökas under somrarnas angivna öppettider.
Mörby slottsruin utgjorde fond för skivomslaget till Dan Hylanders skiva ...om änglar o sjakaler som gavs ut 1984.

## Bilder

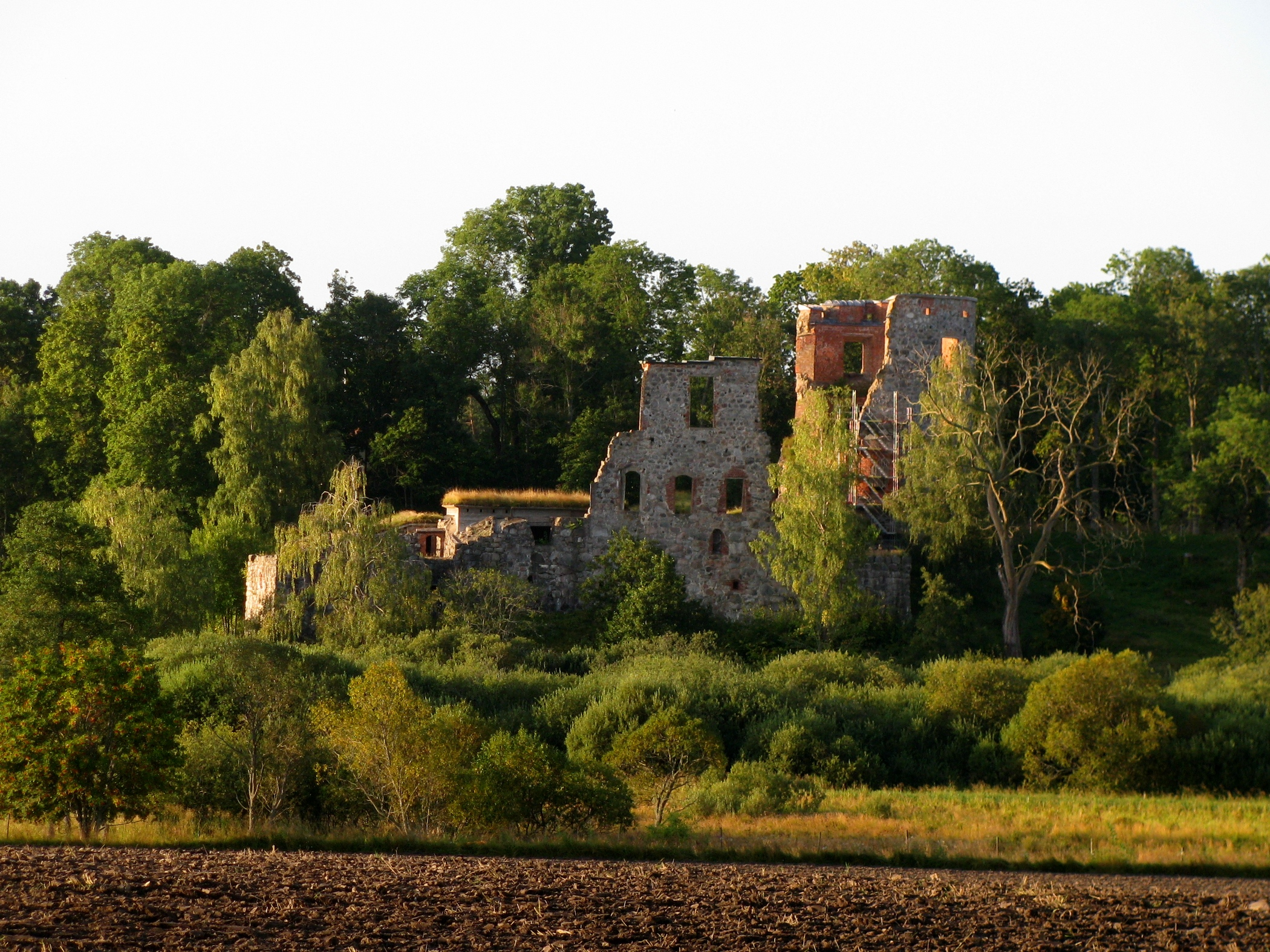
Mörby slottsruin 2009
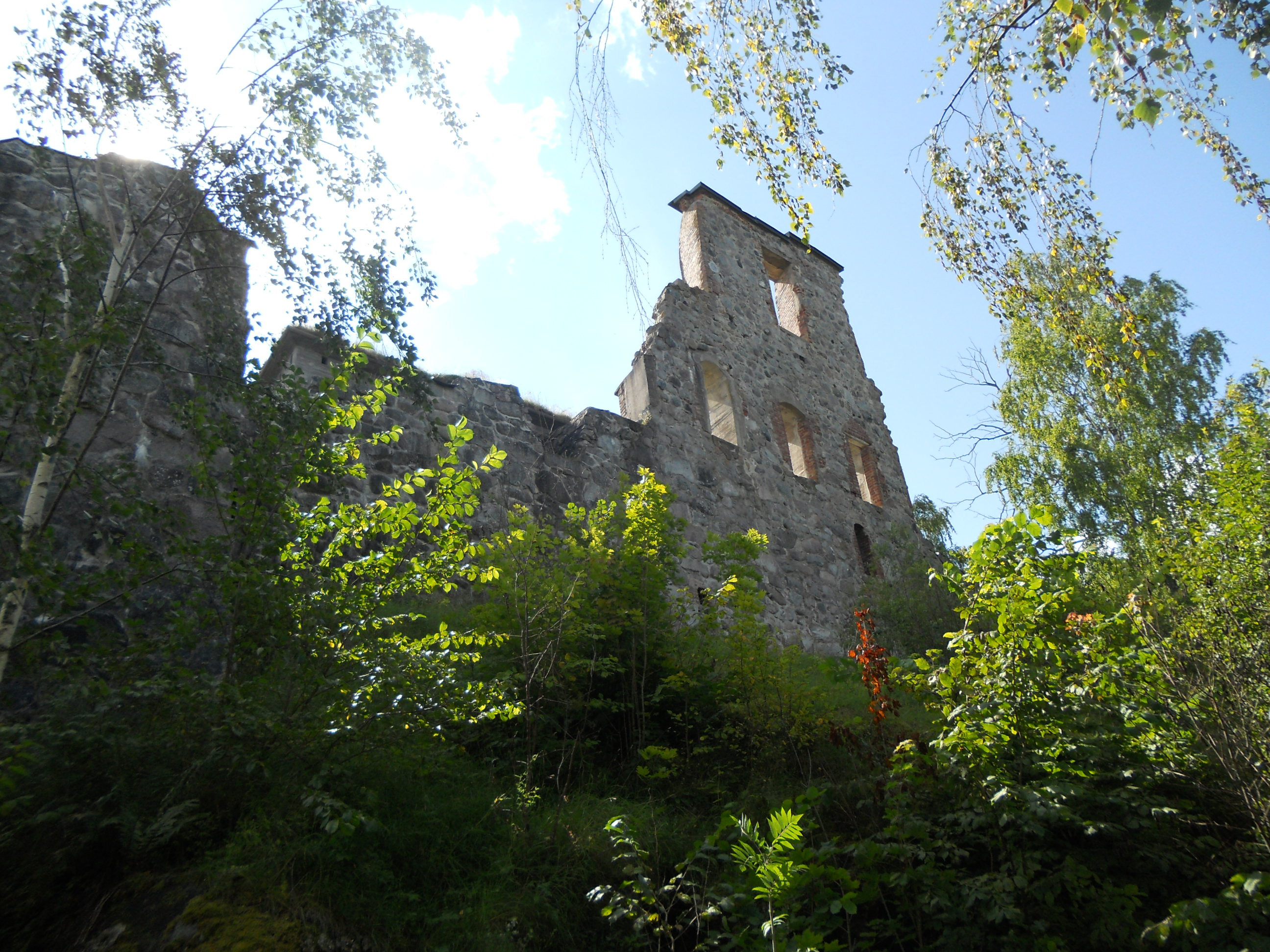
Mörby slottsruin 2012
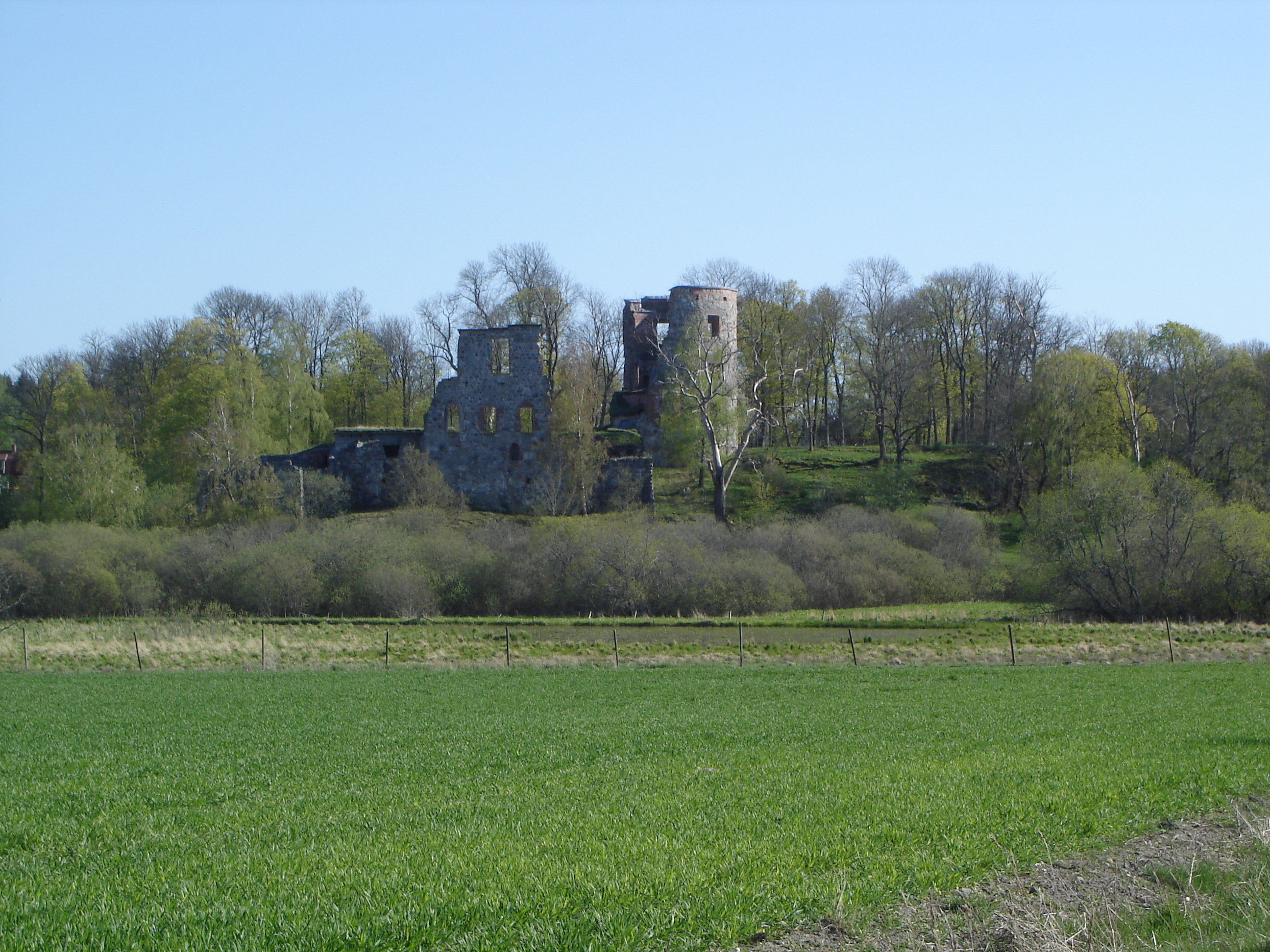
Mörby slottsruin 2007
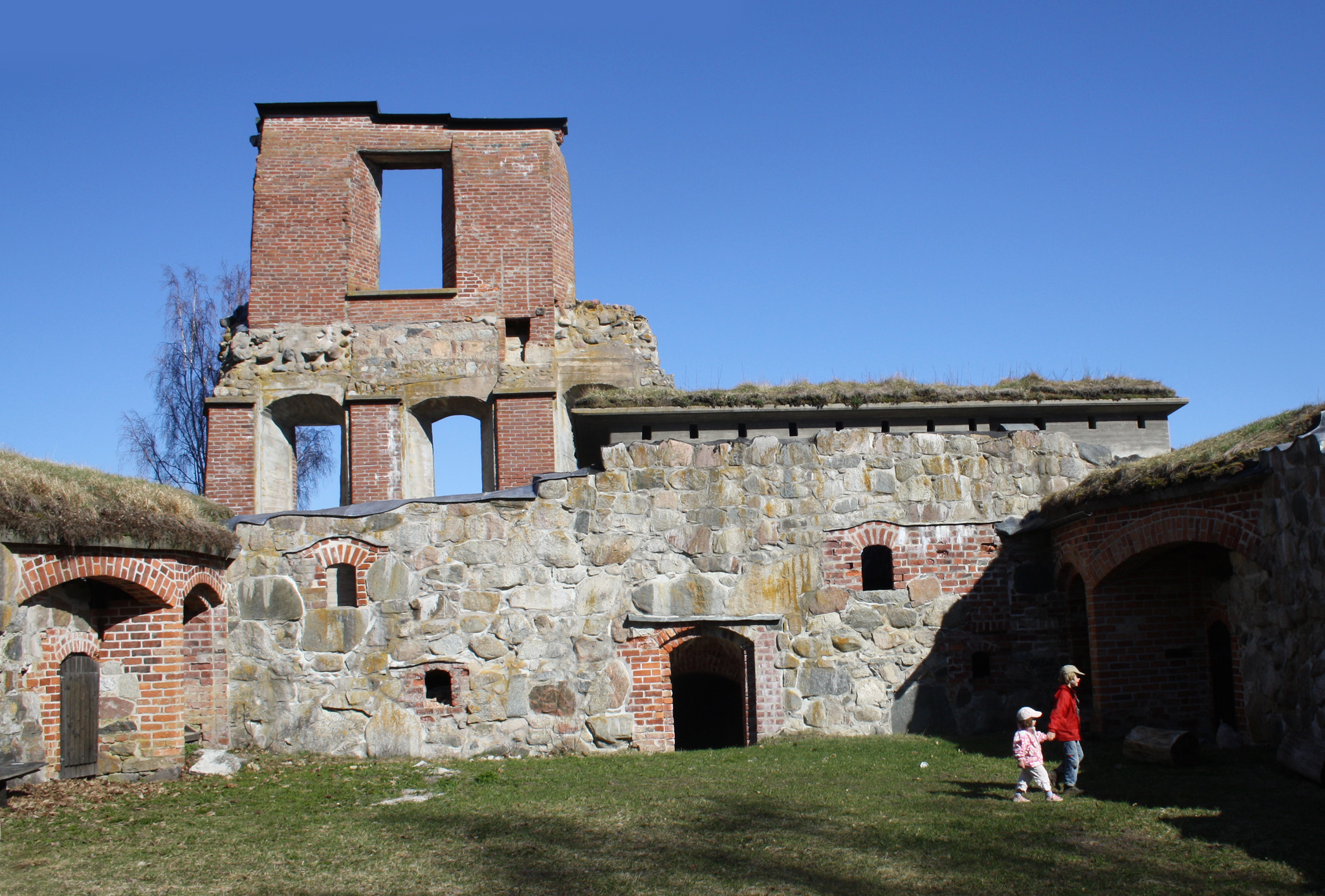
Borggården på Mörby slottsruin 2011